# Worms-Abenheim
Abenheim (Aussprache ˈaːbn haʏm, im Dialekt ˈoːvərʊm) ist der nordwestlichste Stadtteil der rheinland-pfälzischen Stadt Worms. Er ist neun Kilometer von der Stadtmitte entfernt.

## Geschichte
Abenheim hat eine archäologisch nachgewiesene Besiedlung seit der Jungsteinzeit. Der heutige Ort ist eine fränkische Gründung: Ein adeliger Franke namens Abo gab Abenheim, als „Heim des Abo“, seinen Namen. Der Ort im südlichen Wonnegau ist mit einer Schenkungsurkunde des Racher vom 29. Dezember 774 im Lorscher Codex über drei Wiesen urkundlich erwähnt.
Von 1390 bis 1797 waren die Ortsherren die von Dalberg. Der 1556 erbaute Amthof (Zehnthof) soll aus den Steinen der Burg errichtet worden sein. Das Kloster Otterberg war im Ort begütert.
Bei einem Eisenbahnunfall wurde am 24. Juli 1954 ein Omnibus an einem unbeschrankten Bahnübergang der Bahnstrecke Worms–Gundheim zwischen Herrnsheim und Abenheim von einem Zug erfasst. 25 Menschen starben. 

## Verwaltungszugehörigkeit
In der sogenannten Franzosenzeit (1798 bis 1814) gehörte Abenheim zum Arrondissement Mainz im Département Donnersberg, innerhalb des Kantons Bechtheim bildete die Gemeinde Abenheim eine eigene Mairie. So wie die gesamte linksrheinische Region wurde Abenheim von 1814 bis 1816 von der Österreichisch/Baierischen Gemeinschaftlichen Landes-Administrations-Commission verwaltet. Aufgrund der auf dem Wiener Kongress (1815) getroffenen Beschlüsse wurde die Region dem Großherzogtum Hessen zugesprochen, am 6. Juli 1816 erfolgte die Inbesitznahme, die Kantonszuordnung blieb in der Provinz Rheinhessen vorerst bestehen, der nunmehr rheinhessische Kanton Bechtheim, zu dem Abenheim gehörte, wurde 1822 in Kanton Osthofen umbenannt. 1835 erfolgte eine Neuorganisation der Verwaltung in Rheinhessen, Abenheim kam zum Kreis Worms, der 1938 in Landkreis Worms umbenannt wurde. 1946 wurde Abenheim Teil des damals neu gebildeten Landes Rheinland-Pfalz.
Am 7. Juni 1969 wurde Abenheim nach Worms eingemeindet.

## Einwohnerentwicklung
| Datum | Einwohner |
| ----- | --------- |
| 1885  | 1.286     |
| 1925  | 1.843     |
| 1933  | 1.990     |
| 1939  | 1.981     |
| 1968  | 2.605     |
| 2012  | 2.447     |

## Politik

### Ortsbeirat
Für den Stadtteil Worms-Abenheim wurde ein Ortsbezirk gebildet. Dem Ortsbeirat gehören elf Beiratsmitglieder an, den Vorsitz im Ortsbeirat führt der direkt gewählte Ortsvorsteher.
Zum Ortsbeirat siehe die Ergebnisse der Kommunalwahlen in Worms.

### Ortsvorsteher
Marco Fruci (SPD) wurde am 27. April 2022 Ortsvorsteher von Abenheim. Ihm gelang damit eine kleine Sensation, denn nie zuvor konnte sich ein SPD-Kandidat in Abenheim, das bis dahin als große CDU-Bastion galt, bei einer Ortsvorsteherwahl durchsetzen. Bei der Stichwahl am 3. April 2022 hatte Fruci sich mit einem Stimmenanteil von 54,9 % durchgesetzt, nachdem bei der Direktwahl am 20. März 2022 keiner der ursprünglich drei Bewerber eine ausreichende Mehrheit erreicht hatte. Bei der Kommunalwahl am 9. Juni 2024 wurde Fruci als einziger Bewerber mit einem Stimmenanteil von 84,2 % für weitere fünf Jahre in seinem Amt bestätigt.
Frucis Vorgängerin Stephanie Lohr (CDU) war bei der Kommunalwahl am 26. Mai 2019 mit einem Stimmenanteil von 61,5 % zur Nachfolgerin von Hans-Peter Weiler (CDU) gewählt worden, der nach 28 Jahren im Amt nicht mehr angetreten war. Mit Wirkung zum 31. Dezember 2021 legte sie das Amt nieder, da sie im November Wormser Bürgermeisterin geworden war.

### Wappen
| Wappen von Worms-Abenheim | Blasonierung: „Auf silbernem Grund ein blauer mit drei silbernen Lilien belegter Schrägrechtsbalken, begleitet von zwei blauen Rebmessern.“                                    |
| Wappen von Worms-Abenheim | Wappenbegründung: Die Lilien sind dem Wappen der ehemaligen Ortsherren, der Kämmerer von Dalberg, entlehnt. Die Rebmesser weisen auf die lange Weinbautradition des Ortes hin. |

## Kultur und Sehenswürdigkeiten

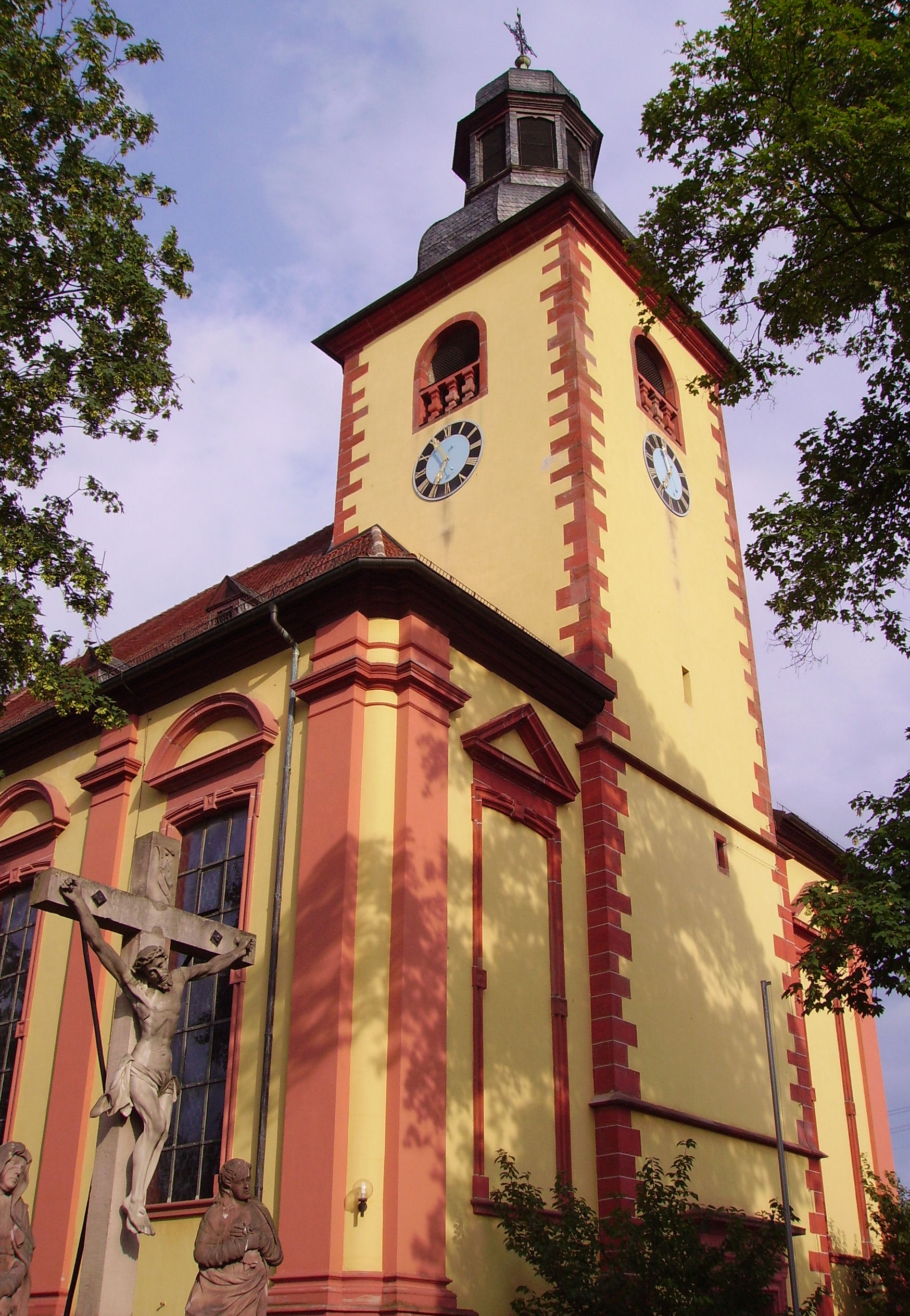
St. Bonifatius

Wahrzeichen Abenheims sind die im Ortskern gelegene barocke katholische Pfarrkirche St. Bonifatius, 1724–1729 erbaut von Dombaumeister Endtner sowie die auf dem Klausenberg weithin sichtbar gelegene, ebenfalls katholische, spätgotische Kapelle St. Michael. Seit über 1000 Jahren überragt sie den Ort. Unweit der Pfarrkirche liegt der 1556 erbaute dalbergische Amtshof (siehe dazu auch Burg Abenheim und Dalberg (Adelsgeschlecht)) und die ehemalige Schule, die heute das Heimatmuseum beherbergt.
Aufgrund seines hohen katholischen Bevölkerungsanteils (75 % zum 5. September 2006) trägt Abenheim auch den lokalen Beinamen „Klein-Rom“.
Siehe auch: Liste der Kulturdenkmäler in Worms-Abenheim

## Wirtschaft und Infrastruktur
Abenheim ist ein bekannter Weinbauort mit langer Tradition, bekannteste Lage ist der Abenheimer Klausenberg. Es gibt eine große Zahl eigenständiger Winzer, die den Wein ab Hof verkaufen.
Seit Ende 2023 wird Abenheim als erster Wormser Stadtteil mit FTTH-Glasfaseranschlüssen durch die Deutsche Telekom erschlossen.

## Persönlichkeiten

### Söhne und Töchter von Abenheim
- Margreth Mohr, Frau des Philipp Mohr aus Abenheim, 1599 in einem Hexenprozess in der Herrschaft Dalberg angeklagt, konnte aber fliehen
- Joseph Abenheim (1804–1891), Komponist, Violinist und Dirigent
- Joseph Schorn (1856–1927), hessischer Landtagsabgeordneter (Zentrum)
- Johann Georg Boxheimer (1877–1914), hessischer Landtagsabgeordneter
- Stephanie Lohr (* 1983), Mitglied des rheinland-pfälzischen Landtags